# Комі прізвища
Ко́мі прі́звища (комі ов) — прізвища, тобто родові і сімейні найменування представників народу комі і комі-перм'яків, а також прізвища інших народів, зокрема російські, що мають комі походження.

## Історія
Прізвища серед комі населення з'явилися доволі давно — починаючи з XV століття. Пояснюється це тим, що раньодержавні утворення обох комі народів Перм Вичегодська і Парма Велика спочатку зазнавали впливу Новгородської республіки, де віддавна були поширені прізвища (родові і сімейні імена) серед усіх прошарків населення.
Чимало комі прізвищ у XVI—XVII ст.ст. поширились на всій В'ятський землі, а потому і по всій Російській імперії, ввійшовши таким чином у фонд прізвищ росіян та інших народів (наприклад, Рочев, Зеров тощо).

## Структура
Існуючі на тепер комі прізвища, за дуже рідкісним винятком, використовують російську систему ім'яутворення, тобто утворюються за допомогою суфіксів -ов (-ев), -ин, -ський (рос. ский). При цьому основи, від яких утворені комі прізвища, можна поділити на декілька (три) груп:
1. основи з комі мови — наприклад, Рочев, Кичанов, Кочев, Куїмов тощо;
2. основи з російської мови — наприклад, Глазов, Медведєв (рос. Медведев) або Зирянов (рос. Зырянов);
3. інтернаціональні основи в тому вигляді як вони сформувалися в російському культурному середовищі — наприклад, Пєтров (рос. Петров), Ніколаєв (рос. Николаев) тощо.

### Прізвища з російськими основами
Немало прізвищ з російськими основами, як то Медведєв, Медвєдцев (рос. Медведев, Медведцев) є доволі популярними серед комі, а деякі з них навіть прямо вказують на комі походження їхніх носіїв — Зирянов (рос. Зырянов).

### Прізвища з комі основами
Найцікавіша група прізвищ комі, адже деякі з них є доволі популярними сучасними російськими прізвищами.
Приклади:
- Буров (Бу́ров)   — від комі бур «довгий»;
- Вилєсов, Вилесов, Вілєсов
- Волєгов (Волегов,Вілєгов)–
- Гутов (Гу́тов)   — від комі гут «муха»;
- Дозморов (До́зморов)   — комі дозмöр «глухар»;
- Зеров (Зе́ров)   — від комі зэр «дощ» або комі зöр «овес»;
- Зонов (Зо́нов)   — від комі зон «син»;
- Із'юров
- Іртегова
- Ічоткін, Ічоткин,Ічетовкін (Ічо́ткин, рос. Ичёткин)   — від комі ичöт «маленький»;
- Кізюров
- Кинкурогов (Кинкуро́гов, рос. Кынкурогов)   — від комі кын + курöг «змерзла курка»;
- Кичанов (Кича́нов, рос. Кычанов)   — від комі кычи «цуценя»;
- Курегов,Корегов
- Котегов
- Кочев (Ко́чев)   — від комі кöч «заєць»;
- Куімов, Куїмов (Куї́мов, рос. Куимов)   — від комі куим «три»;
- Кушпелев (Ку́шпелев)   — від комі куш + пель «голе вухо»;
- Лиюров (Лию́ров, рос. Лыюров)   — від комі лы + юр «костяна голова», непряме значення — «тугодум»;
- Мічкін (Мі́чкін, рос. Мичкин)   — від комі мича «гарний»;
- Москоков (Моско́ков)   — від комі мöс + кок «коров'яча нога»;
- Можегов
- Ошкоков (Ошко́ков)   — від комі ош + кок «ведмежа лапа»;
- Мошев (Мо́шев)   — от комі мош «бджола»;
- Ожегов,Ужегов,Ожмєгов
- Ошев (О́шев)   — від комі ош «ведмідь»;
- Одегов,Одєгов–

Одегов Віталій Олексійович
- Пивсянкін (Пився́нкін, рос. Пывсянкин) комі пывсян «баня»;
- Пистін (Пи́стін рос. Пыстин)   — від комі пыста «синиця»;
- Понов, Понкін (По́нов, По́нкін)   — від комі пон «собака»;
- Пунегов,Пунєгов–
- Пуров (Пу́ров)   — від комі пур «пліт»;
- Пуртов (Пу́ртов)   — від комі пурт «ніж»;
- Рочев (Ро́чев)   — від комі роч «росіянин, російський» або від комі рöч «пагорб»;
- Ручев (Ру́чев)   — від комі руч «лис»;
- Сізьов (Сізьо́в, рос. Сизёв)   — від комі сизь «дятел»;
- Сізімов (Сізі́мов, рос. Сизимов)   — від комі сизим «сім»;
- Соломін (одна з версій !), Сельомін (Соло́мін, Сельо́мін, рос. Соломин, Селёмин)   — від комі сьöлöма «відданий (чомусь або комусь)»;
- Сузєв, Сузьов (Су́зєв, Сузьо́в, рос. Сузев, Сюзёв)   — від комі сюзь «сова»;
- Тунегов,Тунєгов,Тунеков;
- Чераньов (Чераньо́в, рос. Черанёв)   — від комі черань «павук»;
- Ческідов, Ческидов (Ческі́дов)   — від комі чöскыд «солодкий, приємний»;
- Чазєв, Чазов
- Широв, Ширкін (Ши́ров, Ши́ркін, рос. Широв, Ширкин)   — від комі шыр «миша»;
- Юсєв (Ю́сєв, рос. Юсев)   — від комі юсь «лебідь».